# Balbigny
Balbigny és un municipi francès situat al departament del Loira i a la regió d'Alvèrnia-Roine-Alps. L'any 2007 tenia 2.634 habitants.

## Demografia

### Població
El 2007 la població de fet de Balbigny era de 2.634 persones. Hi havia 1.039 famílies de les quals 314 eren unipersonals (131 homes vivint sols i 183 dones vivint soles), 340 parelles sense fills, 325 parelles amb fills i 60 famílies monoparentals amb fills.
La població ha evolucionat segons el següent gràfic:
Habitants censats

### Habitatges
El 2007 hi havia 1.199 habitatges, 1.048 eren l'habitatge principal de la família, 39 eren segones residències i 112 estaven desocupats. 897 eren cases i 300 eren apartaments. Dels 1.048 habitatges principals, 637 estaven ocupats pels seus propietaris, 394 estaven llogats i ocupats pels llogaters i 18 estaven cedits a títol gratuït; 6 tenien una cambra, 65 en tenien dues, 205 en tenien tres, 339 en tenien quatre i 435 en tenien cinc o més. 786 habitatges disposaven pel capbaix d'una plaça de pàrquing. A 488 habitatges hi havia un automòbil i a 417 n'hi havia dos o més.

### Piràmide de població
La piràmide de població per edats i sexe el 2009 era:
| Homes | Edats   | Dones |
| ----- | ------- | ----- |
| 0     | 95 o +  | 24    |
| 20    | 90 a 94 | 24    |
| 16    | 85 a 89 | 32    |
| 20    | 80 a 84 | 40    |
| 44    | 75 a 79 | 72    |
| 68    | 70 a 74 | 80    |
| 52    | 65 a 69 | 88    |
| 68    | 60 a 64 | 68    |
| 72    | 55 a 59 | 68    |
| 72    | 50 a 54 | 88    |
| 104   | 45 a 49 | 96    |
| 72    | 40 a 44 | 48    |
| 84    | 35 a 39 | 96    |
| 84    | 30 a 34 | 84    |
| 116   | 25 a 29 | 76    |
| 68    | 20 a 24 | 68    |
| 84    | 15 a 19 | 64    |
| 72    | 10 a 14 | 60    |
| 92    | 5 a 9   | 68    |
| 52    | 0 a 4   | 88    |

## Economia
El 2007 la població en edat de treballar era de 1.548 persones, 1.047 eren actives i 501 eren inactives. De les 1.047 persones actives 952 estaven ocupades (526 homes i 426 dones) i 96 estaven aturades (32 homes i 64 dones). De les 501 persones inactives 187 estaven jubilades, 126 estaven estudiant i 188 estaven classificades com a «altres inactius».

### Ingressos
El 2009 a Balbigny hi havia 1.126 unitats fiscals que integraven 2.694 persones, la mediana anual d'ingressos fiscals per persona era de 15.626,5 €.

### Activitats econòmiques
Dels 185 establiments que hi havia el 2007, 1 era d'una empresa extractiva, 8 d'empreses alimentàries, 2 d'empreses de fabricació de material elèctric, 1 d'una empresa de fabricació d'elements pel transport, 13 d'empreses de fabricació d'altres productes industrials, 32 d'empreses de construcció, 33 d'empreses de comerç i reparació d'automòbils, 6 d'empreses de transport, 12 d'empreses d'hostatgeria i restauració, 3 d'empreses d'informació i comunicació, 6 d'empreses financeres, 16 d'empreses immobiliàries, 14 d'empreses de serveis, 25 d'entitats de l'administració pública i 13 d'empreses classificades com a «altres activitats de serveis».
Dels 61 establiments de servei als particulars que hi havia el 2009, 1 era una oficina d'administració d'Hisenda pública, 1 gendarmeria, 1 oficina de correu, 2 oficines bancàries, 1 funerària, 7 tallers de reparació d'automòbils i de material agrícola, 2 autoescoles, 4 paletes, 12 guixaires pintors, 3 fusteries, 5 lampisteries, 4 electricistes, 4 perruqueries, 2 veterinaris, 5 restaurants, 5 agències immobiliàries, 1 tintoreria i 1 saló de bellesa.
Dels 18 establiments comercials que hi havia el 2009, 1 era un supermercat, 3 botiges de menys de 120 m², 4 fleques, 2 carnisseries, 1 una llibreria, 1 una sabateria, 1 una botiga de material esportiu, 1 un drogueria i 4 floristeries.
L'any 2000 a Balbigny hi havia 34 explotacions agrícoles que ocupaven un total de 752 hectàrees.

## Equipaments sanitaris i escolars
El 2009 hi havia 1 farmàcia i 1 ambulància.
El 2009 hi havia 1 escola maternal i 2 escoles elementals. Balbigny disposava d'un col·legi d'educació secundària amb 434 alumnes.

## Poblacions més properes
El següent diagrama mostra les poblacions més properes.